# Jan Kędzior

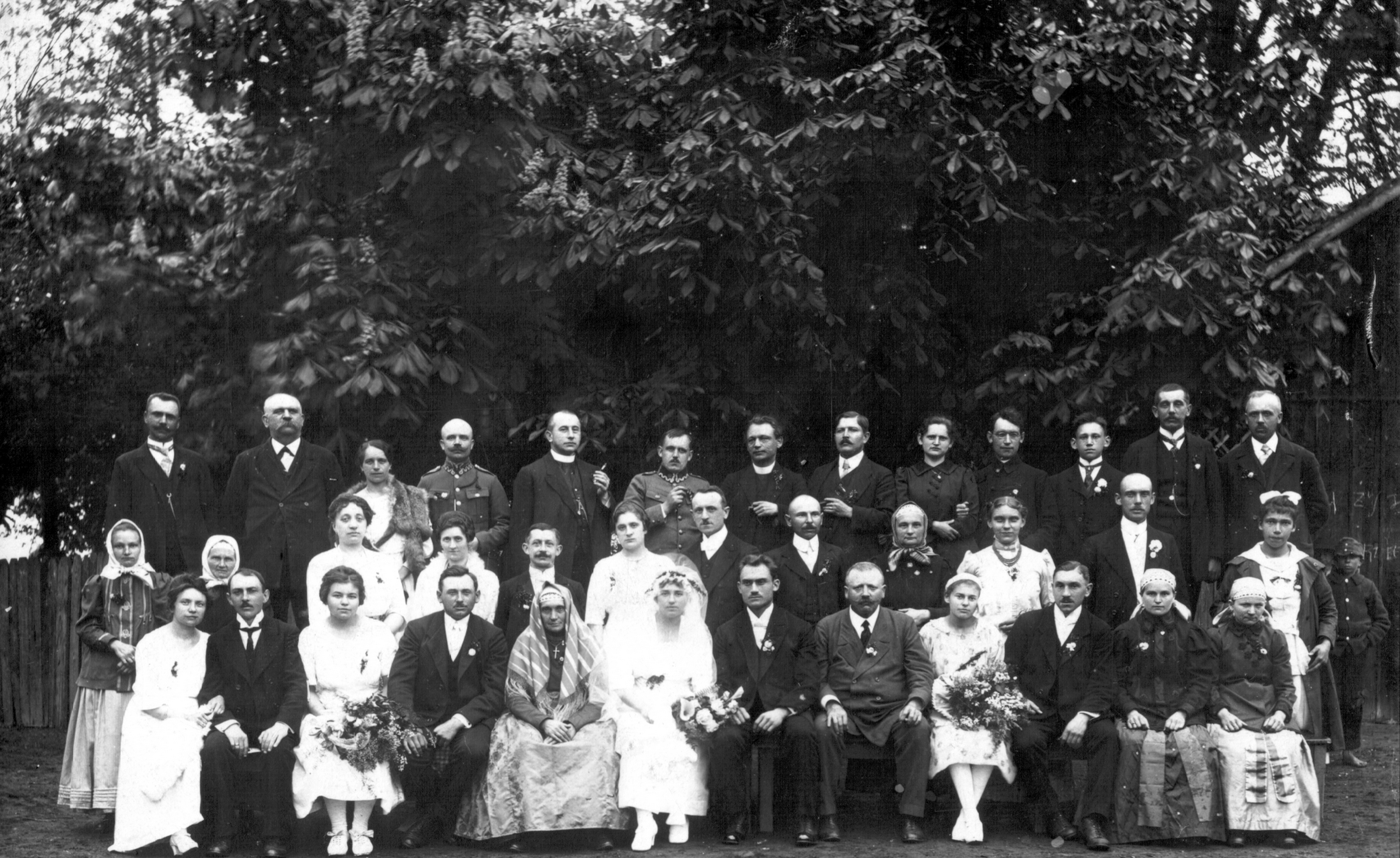
Dziedzice, 4 maja 1920, przewodniczący Polskiego Komitetu Plebiscytowego na pow. pszczyński Jan Kędzior z żoną Marią (szósty i siódma od prawej w drugim rzędzie) na weselu komendanta POW G.Śl. na pow. pszczyński Stanisława Krzyżowskiego (siedzi w środku z żoną Marią)

Jan Kędzior (ur. 24 listopada 1880 w Grzawie, zm. 16 września 1955 w Katowicach) – śląski działacz społeczny i polityczny, chrześcijański demokrata, senator III kadencji II RP oraz poseł na Sejm Śląski I, II i III kadencji w II RP. Współpracownik Wojciecha Korfantego i przyjaciel Stanisława Krzyżowskiego.

## Życiorys
Był synem Franciszka, rolnika, i Weroniki z Golusów. Po ukończeniu szkoły powszechnej uczył się w gimnazjum pszczyńskim i ukończył szkołę handlową w Gliwicach. W latach 1901–1903 odbył służbę wojskową w armii niemieckiej w Kłodzku. Po zwolnieniu z wojska osiadł w Grzawie, na gospodarstwie rodzinnym, którym zarządzał do 1907.
Od 1907 do 1924 szefował spółce „Rolnik” w okręgu Pszczyna. Był również członkiem zarządu Banku Ludowego w Katowicach oraz dziennikarzem pisma „Katolik”. Zaangażował się w działalność polityczną polskich organizacji na Górnym Śląsku, w latach 1905–1912 sekretarzował Polskiemu Komitetowi Wyborczemu dla Śląska w powiecie pszczyńskim. Przyczynił się do wyboru polskiego posła stamtąd w 1907. We własnym domu założył bibliotekę oddziałową Towarzystwa Czytelni Ludowych.
W czasie I wojny światowej walczył w wojsku niemieckim. W 1917 został delegatem do śląskiego Prowincjonalnego Komitetu Wyborczego. W 1918 przystąpił do Towarzystwa św. Jacka w Opolu. W latach 1918–1921 kierował akcją plebiscytową w Pszczynie, uczestniczył w trzech powstaniach śląskich, był członkiem Naczelnej Rady Ludowej i Polskiej Organizacji Wojskowej Górnego Śląska. Został wyróżniony „Odznaką honorową i dyplomem za dzielność i wierną służbę Ojczyźnie” (1921) oraz „Dyplomem honorowym” wraz z „Odznaką za zasługi położone koło rozwoju Narodowego Związku Powstańców i Byłych Żołnierzy” (1927).
Angażował się politycznie po stronie chrześcijańskiej demokracji, której członkiem pozostawał w latach 1918–1937. W 1937 przystąpił do nowo powstałego Stronnictwa Pracy, w którym pozostał do 1945 (z jego ramienia działał w okręgowej Delegaturze Rządu na Kraj w okręgu krakowskim).
Sprawował mandat posła na Sejm Śląski I, II i III kadencji z okręgu Cieszyn–Pszczyna (1922–1935). W Sejmie I i III kadencji wybierany był na wicemarszałka izby. W latach 1934–1935 był członkiem polskiego Senatu (wszedł na miejsce Stanisława Kobylińskiego), działał w klubie parlamentarnym ChD i Narodowej Partii Robotniczej.
W latach 1922–1924 był dyrektorem Banku Ludowego w Pszczynie. Jako pracownik Banku Ludowego, brał udział w ruchu spółdzielczym w zaborze pruskim jako członek Patronatu Związku Spółdzielni w Poznaniu, spełniając poważne obowiązki rewizora spółdzielni na Śląsku, w Poznańskiem i na Pomorzu. W 1924 został szefem powiatowego oddziału Komunalnej Kasy Oszczędności w Pszczynie. Po 1935 pełnił tę samą funkcję w Katowicach. W 1927 został wybrany Prezesem Związku Straży Pożarnych pow. Katowickiego. Od 1933 był prezesem Rady Związku Straży Pożarnych.
W czasie okupacji niemieckiej ukrywał się w Wieliczce i Krakowie, działając w tajnym Stronnictwie Pracy. Po II wojnie światowej wrócił do Katowic i w 1945 został kierownikiem administracyjnym w Wydziale Powiatowym, a w latach 1946–1950 – w Miejskiej Komunalnej Kasie Oszczędności. Przeszedł na emeryturę w 1950.
6 maja 1913 ożenił się z Marią Majewską, z którą miał czterech synów: Zbigniewa, Stanisława, Zdzisława i Mariana oraz córkę Irenę. Jego dwaj starsi synowie: Zbigniew i Stanisław walczyli jako polscy żołnierze w wojnie obronnej we wrześniu 1939. 9 kwietnia 1940 zostali oni przywiezieni do KL Dachau, a 25 maja 1940 przewieziono ich do KL Mauthausen-Gusen, w którym Stanisław był więziony do 15 sierpnia 1940 i z którego wywieziono go z powrotem do KL Dachau – zginął tam 20 sierpnia 1940.

## Ordery i odznaczenia
- Krzyż Komandorski Orderu Odrodzenia Polski
- Krzyż Kawalerski Orderu Odrodzenia Polski (2 maja 1923)[7][8]
- Złoty Krzyż Zasługi (1938)
- Medal Niepodległości (19 czerwca 1938)[9]
- Krzyż na Śląskiej Wstędze Waleczności i Zasługi
- Gwiazda Górnośląska[3]